# 서부자유꼬리박쥐
서부자유꼬리박쥐(Mormopterus kitcheneri)는 큰귀박쥐과(자유꼬리박쥐류)에 속하는 박쥐의 일종이다. 오스트레일리아의 토착종이다.

## 특징
작은 박쥐로 머리부터 몸까지 길이는 50~65mm이고, 어깨 길이는 31.6~37mm이다. 꼬리 길이는 30~40mm, 몸무게는 최대 14g이다. 등 쪽 털은 진한 갈색과 회색을 띠는 반면에 복부 쪽은 약간 연한 색을 띤다.